# Embalse de Chandreja
El embalse de Chandreja (en gallego: encoro de Chandrexa) es una infraestructura hidrológica construida en el río Navea, en el municipio de Chandreja de Queija, provincia de Orense, Galicia, España.